# Brenno (Oper)
Brenno oder Brennus ist eine Oper (Originalbezeichnung: „Ein musikalisches Drama“) in drei Akten von Johann Friedrich Reichardt. Das Libretto stammt von Antonio de Filistri da Caramondani. Sie wurde am 16. Oktober 1789 an der Königlichen Oper in Berlin uraufgeführt.

## Handlung

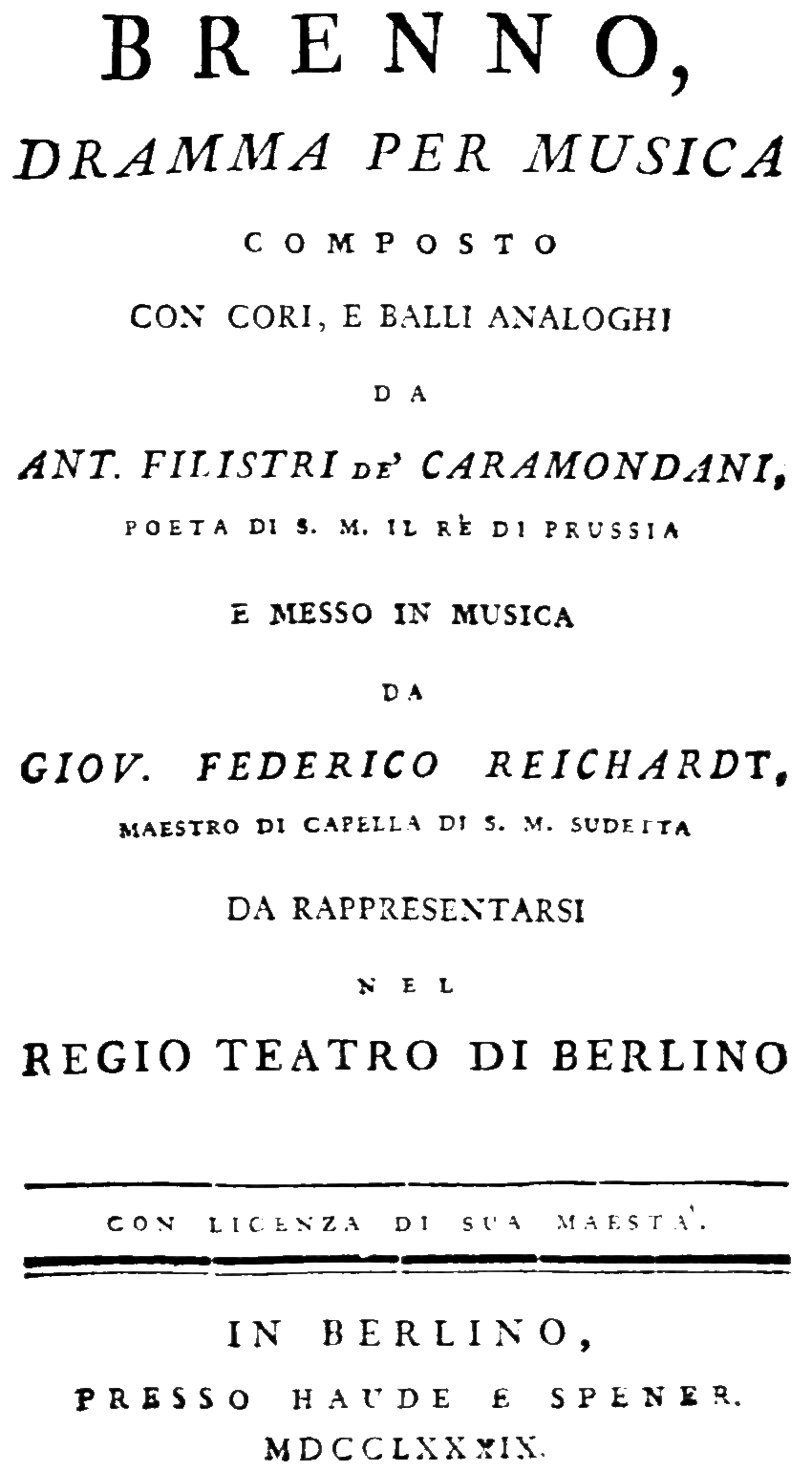
Italienisches Titelblatt des Librettos, Berlin 1789

Die Oper handelt von dem gallischen Eroberer Brennus (hier Brenno), der mit einem Heer von Kolonisten in die Toscana einfällt und schließlich im Jahre 387 v. Chr. Rom erstürmen und plündern möchte.
Nach einem Sieg über die Römer erhält Brennus die Nachricht, dass sich unter den Gefangenen Hostilia, die Frau des römischen Heerführers Fabius, befindet. Er bietet ihr, nachdem Fabius ihr zur Flucht hat verhelfen wollen, das Leben an seiner Seite verbunden mit Fabius’ Tod an. Fabius will zur Rettung des Landes auf Hostilia verzichten, doch diese ist noch nicht einverstanden. Als Selinde, Brennos Gattin, eintrifft, wird dieser durch die Opferbereitschaft Hostilias und durch die Worte seiner Frau dazu bewogen, Frieden zu geben und Fabius und Hostilia wieder zu vereinen.

## Gestaltung
Der Brenno-Triumphmarsch tauchte in der Militärmusikliteratur auf und wurde einige Zeit als Militärmarsch eingesetzt. Die Oper entstand „auf Veranlassung Friedrich Wilhelm II. von Preußen“, der eine Vorliebe für die italienischen Hofopern besaß.

## Werkgeschichte
Das „musikalische Drama“ (dramma per musica) mit Chören und Tänzen in drei Akten entstand im Jahr 1789. Es wurde am 16. Oktober 1789 an der Königlichen Oper in Berlin uraufgeführt und war damit dort die erste deutschsprachige Opernaufführung.